# Ситник купчастоцвітий
{{#ifeq:0|0|{{#if:Juncus soranthus|{{#if:|[[]}}|[[]]}}}}
Ситник купчастоцвітий, ситник купкоквітковий (Juncus soranthus) — вид рослин із родини ситникових (Juncaceae), що зростає на південному сході Європи й у західній і центральній Азії.

## Біоморфологічний опис
Багаторічна сіро-зелена трава, 30–50 см заввишки, з листям при основі стебел. Стебло пряме, міцне. Листові пластини 2–2.5 мм ушир, завдовжки із суцвіття, жолобчасто згорнуті, тонко загострені; нижні піхви світло-бурі, лускоподібні. Суцвіття щиткоподібно-зонтикоподібні, з нечисленними гілочками різної довжини; квітки 3–4 мм завдовжки, зібрані пучками по 2–4 на кінцях гілочок і в розгалуженнях стебел. Листочки оцвітини яйцюваті, тупі, бліді, з широкою рудувато-солом'яним спинкою, буро облямовані, з вузькою білою перетинкою по краю, рівні між собою, коротші від коробочки. Коробочка 3.7–4 мм у довжину, обернено яйцювата, рудувата, блискуча. Насіння яйцювате, 0.5–0.6 мм завдовжки. Період цвітіння: травень — червень.

## Середовище проживання
Зростає на південному сході Європи (Україна, Росія) й у західній і центральній Азії (Вірменія, Казахстан, Узбекистан, пн.-зх. Афганістан, зх. Монголія, пд.-зх. Сибір,); можливо також у Синьцзяні.
В Україні вид зростає на солончаках, косах, у степових подах — Присивашшя, північ Криму та в Донецькій області.